# Porotenus
Porotenus is een geslacht van roesten uit de familie Uropyxidaceae. De typesoort is Porotenus concavus.

## Soorten
Volgens Index Fungorum telt het geslacht zeven soorten (peildatum april 2022):
| Soortnaam               | Auteur(s)                             | Publicatiejaar |
| ----------------------- | ------------------------------------- | -------------- |
| Porotenus bibasiporulus | J.F. Hennen & Sotão                   | 1996           |
| Porotenus biporus       | J.F. Hennen & Sotão                   | 1996           |
| Porotenus concavus      | Viégas                                | 1960           |
| Porotenus depallens     | (Arthur & Holw.) Cummins & Y. Hirats. | 1983           |
| Porotenus elatipes      | (Arthur & Holw.) Cummins & Y. Hirats. | 1983           |
| Porotenus memorae       | F.C. Albuq.                           | 1971           |
| Porotenus permagnus     | (Arthur & Holw.) Cummins & Y. Hirats. | 1983           |